# بفنغ

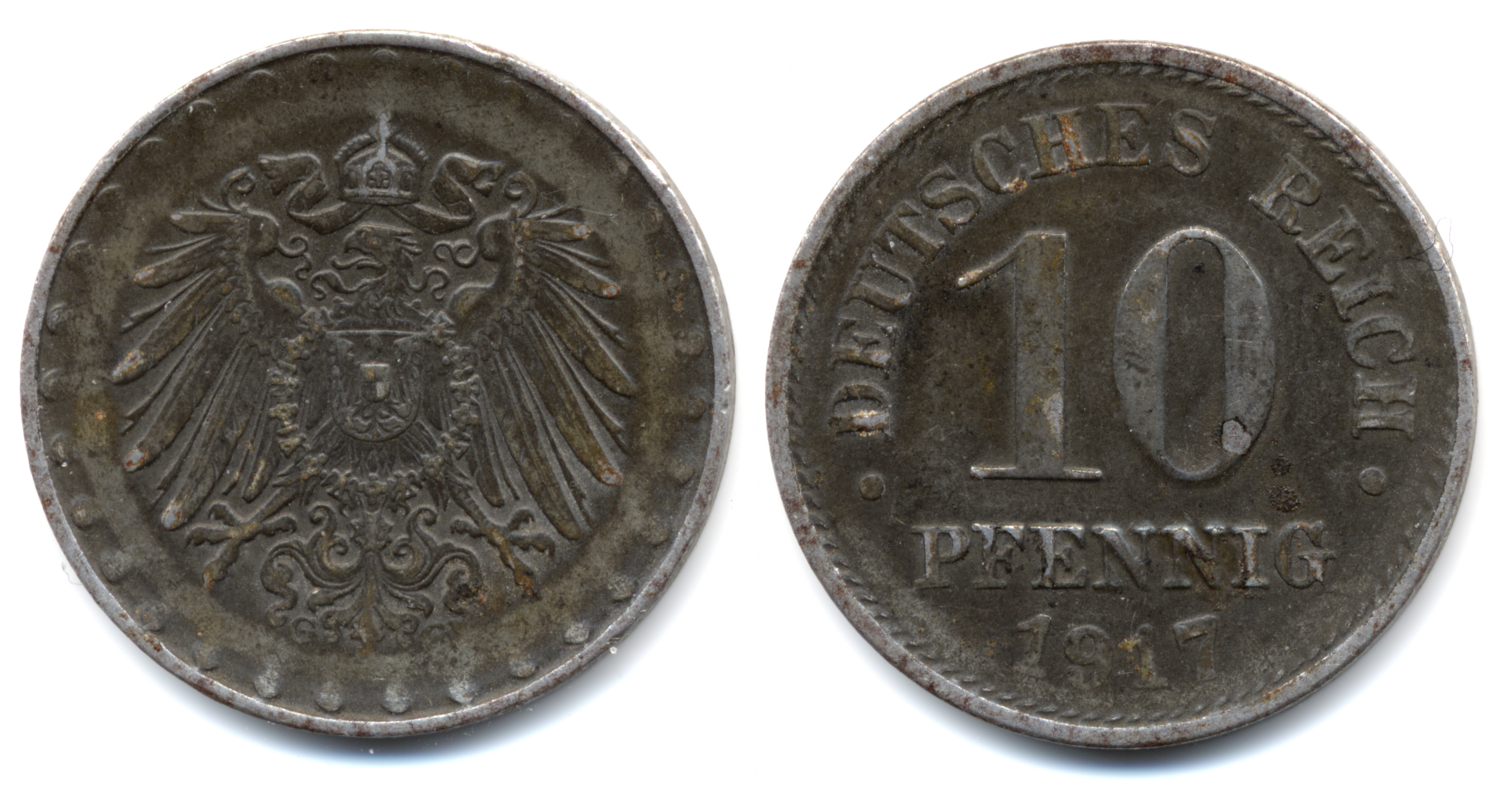
الإمبراطورية الألمانية: 10 عملات معدنية من البفنغ عام 1917

البفنغ (بالإنجليزية: Pfennig) أو بنس من الدولار أو قرش من الدينار، هو جزء من المارك الألماني المستبدل باليورو عام 2002. استخدم البفنغ كعملة رسمية من القرن التاسع حيث كان عملة ثمينة خلال العصور الوسطى، فقدت قيمتها خلال السنوات وكانت البفنغ أصغر فئة من عملة المارك في أيام الرايخ الألماني وألمانيا الغربية والشرقية، وألمانيا الموحدة حتى إدخال اليورو. كان البفنغ أيضاً أصغر فئة من عملية دانزيغ مارك (1922 - 1923) ودانزيغ قولدن (1923 - 1939) في مدينة دانزيغ الحرة.

## ملخص

### الاسم

الكورنت d و D.

يمكن إرجاع كلمة بفنغ (التي حلت محل ديناريوس أو الديناريوس كعملة فضية منخفضة القيمة) إلى القرن الثامن وأصبحت تُعرف أيضًا باسم بينِّنغ، و باني(ن)غ، و بفِن(ن)ك، و بفندنغ وبأسماء أخرى، على سبيل المثال في بروسيا حتى عام 1873، بفننغ.  اُستُخدِمَت اللواحق - إنغ (ing) - أو - إنك (inc) ، بالإضافة إلى -ئَنغ (ung)، لتشكيل أسماء الانتماء وتظهر أيضًا في فئات العملات المعدنية الأخرى، على سبيل المثال في الشلن. وبعيدًا عن ذلك، لم يُوَضَّي أصلها، ولكن ربما كانت استعارة مبكرة من الكلمة اللاتينية pondus ( "الوزن"، قارن بالباوند).  وفقًا لقاموس تجاري في لايبزيغ عام 1848، كان اسم بفنغ "في الأصل الاسم العام لكل عملة في ألمانيا، والذي من المفترض أنه مشتق من العملات المعدنية المجوفة أو براكتيتس (bracteatess)، لأنها كانت على شكل مقلاة " (أي أنها كانت منحنية)." 
ترتبط كلمة بفنغ اشتقاقيًا بالكلمة الإنجليزية بيني (بنس)، والكلمة السويدية بِنِنغ ‏ ، والتي كانت أيضًا نموذجًا للكلمة الفنلندية بيني (1860 – 2001)، والكلمة الإستونية بين (1918 – 1927)، والكلمة البولندية فِنِغ (1917 – 1918)، والكلمة الليتوانية التي تعني النقود بِنِغاي ، وكلمة بفنغ (فِنِنغ) في البوسنة والهرسك (1998 – اليوم). إن استخدام پف (/pf/) بدلاً من پ (/p/) في كل من النطق والتهجئة هو نتيجة لتحول الحرف الساكن في اللغة الألمانية العليا أو تحول الصوت الجرماني الثاني الذي أثر على اللهجات الألمانية العليا في ما يعرف الآن بجنوب ألمانيا، وسويسرا، والنمسا. تشكل اللهجات الألمانية العليا (وإلى حد ما الألمانية الوسطى) الأساس للغة الألمانية القياسية الحديثة.

### الرمز
كرمز للعملة، عُدِّلَ شكل الحرف الصغير "d" المستخدم للدلالة على "denarius" في الخط الكورنت الألماني (Kurrent). جرى هذا التعديل بحيث غُيِّرَت النهاية العلوية للحرف "d" في الخط الكورنت، التي كانت تنتهي بحلقة معاكسة لعقارب الساعة عند الجزء الصاعد من الحرف، لتُسحَب إلى أسفل خلف الجهة اليمنى من الجزء الصاعد، مكونة جزءًا نازلاً ينتهي بخطاف مع اتجاه عقارب الساعة. وبهذا أصبح رمزًا مميزًا بذاته ومختلفًا عن أي حرف آخر في الخط الكورنت: ₰ .
لقد أصبح رمز بفنغ خارج الاستخدام تقريبًا منذ الخمسينيات من القرن العشرين، مع زوال الرايخ مارك وإلغائه في النهاية مع رايخ بفنغ، بالإضافة إلى إلغاء النازيين للكورنت في 3 يناير 1941، مما يجعله غامضًا بشكل متزايد حيث انخفضت الألفة مع خط الكورنت منذ ذلك الوقت. عُدِّلَ ترميز الرمز في يونيكود عند U+20B0 ₰ GERMAN PENNY SIGN.

## تاريخ

### العصور الوسطى
أنشأ شارلمان، في ما يسمى النظام الكارولنجي لسك العملات، أنه من كل جنيه كارولنجي من الفضة، ستُسَك 240 قطعة نقدية من رطل كارولنجي من الفضة (ما يعادل حوالي 1.7 غرام من الفضة لكل قطعة). كانت العملة المعدنية تسمى في اللغة اللاتينية في ذلك الوقت، ديناريوس، نسبة إلى العملة الرومانية القديمة. ومن هذه العملة تطورت فيما بعد العملة الفرنسية الدينار والدينار الإيطالي. يمكن إرجاع الكلمة العربية دينار أيضًا إلى الكلمة اللاتينية ديناريوس. في اللغة الألمانية العليا القديمة، كان الديناريوس يسمى بالفعل بفنغ ("بفنِنك") في زمن شارلمان. في البلدان الناطقة باللغة الألمانية الشمالية والهولندية سُمِّيَت لاحقًا باسم بِنِنغ وفي إنجلترا سُمِّيَت بيني (بنس). ظهر مصطلح "بينيج" للإشارة إلى الديناريوس الروماني لأول مرة في إنجلترا حوالي عام 765، عندما أمر الملك أوفا بسك الديناري من الفضة بناءً على النموذج الكارولينجي. وهذا يفسر الاختصار "د" كما في ديناريوس، والذي كان يستخدم للإشارة إلى البنس "القديم" في بريطانيا العظمى حتى عام 1971. كان وزن الفنج المبكر يتراوح بين 1.3 غرام إلى 2 غرام، وكان وزنه يتجه إلى الانخفاض بشكل مطرد على مر القرون. كانت التقلبات الواسعة النطاق في وزن نفس البفنغ ترجع جزئيًا إلى عملية التصنيع، حيث كان يُبحث عن عينات البفنغ الأثقل وزنًا من قبل الأفراد وفقًا لقانون كريشام. في ذلك الوقت وحتى العصر الحديث جزئيًا، كان الوزن الإجمالي لعدد معين من عملات البفنغ المتشابهة هو الذي يجب أن يكون مناسبًا للمدفوعات الأكبر، وهي الممارسة التي تميل إلى تعزيز أسعار الصرف المنحرفة بين فئات العملات المعدنية الأصغر والأكبر والتي وجدت ذروتها في عصر كيبر وويبر. على سبيل المثال، المصطلحات a Schockpfennig (= 60 بفنغ)، و Schockgroschen أو "الجنيه الإسترليني" (= 240 d).
من القرن الثامن إلى القرن الثالث عشر، كان البفنغ (أو الديناريوس ) يتكون من فضة عالية الجودة، وكان الفئة الوحيدة المتداولة، وكانت الوحدات الأخرى تستخدم فقط كوحدات حسابية  وبالتالي كان لديه قوة شرائية عالية. ونتيجة لذلك، يُطلق على هذا العصر أيضًا اسم Pfennigzeit ("حقبة بفنغ") في علم العملات. نادرًا ما سُكَّت نصف العملات المعدنية من فئة بفنغ، والتي كانت تُعرف أيضًا باسم أوبول أو شيرفس.
حوالي عام 1200، كان البفنغ هو العملة الفضية الألمانية الأكبر والوحيدة، إلى جانب العملات الذهبية والفضية الأجنبية المستوردة. أُنشِئَت فئات أصغر عن طريق قطع العملات المعدنية إلى نصفين أو أرباع، مما أدى إلى إنتاج شيء يسمى Hacksilver، والذي كان من السهل جدًا القيام به باستخدام البقنغ أو ستربن (strubben) المجوفة ذات الجانب الواحد، والتي أُشير إليها بعد ذلك باسم bracteates منذ القرن السابع عشر. كان "التغيير" الذي كان لا يزال مطلوبًا في كثير من الأحيان لتحقيق التوازن في الأسعار والكميات بين المشترين والبائعين في أسواق المدينة هو كميات صغيرة من المنتجات والسلع الطبيعية التي تُضُمِّنَت في عملية الشراء الإجمالية.
وأيضاً حوالي عام 1200، كان أصحاب دور سك العملة المختلفة في الإمبراطورية الرومانية يسكّون عملات البنس الإقليمية ‏ الخاصة بهم وفقًا لمعايير مختلفة للغاية من حيث الأوزان الإجمالية والدقيقة، لأن "المملكة" الألمانية سلمت حقوق السك ‏ أو لم تطبق معيارًا إمبراطوريًا موحدًا بشكل متسق. ونتيجة لذلك، نشأت مع مرور الوقت العديد من العملات الإقليمية ذات أسعار الصرف المختلفة. كانت بعض العملات المعدنية تحمل لونًا أسود بسبب إضافة كمية كبيرة من النحاس، ولذلك مُيِّزَ بين البفنغ الأبيض ( Wißpennig, Albus, Silberpfennig ) والبفنغ الأسود ( Kupferpfennig = "بفنغ نحاسي"). من الأمثلة المعروفة على ذلك هو هالر بفنغ، والذي عُرِّف قانونيًا فيما بعد باسم هلر أو هالر في لوائح العملات الإمبراطورية اللاحقة كفئة منفصلة تقدر قيمتها باثنين لكل بفنغ حتى القرن التاسع عشر، على سبيل المثال في بافاريا. حتى العملات المعدنية المبكرة ( Händleinheller' ) كانت تحتوي على إضافة ملحوظة للنحاس، بحيث أصبحت العملة المعدنية الألمانية الأولى المصنوعة من النحاس "الخالص" بسرعة كبيرة.
سُكَّت عملات البفنغ في فترة شندرلينغ، أو البفنغ الأسود، ابتداءً من عام 1457 في جنوب ألمانيا بشكل رئيسي، وخاصة في النمسا وبافاريا، ولم يكن هناك أي فضة تقريبًا. كان ما يسمى بـ Böse Halser ("الهالسر الشرير") في هذا الوقت يتكون أساسًا من سبيكة من النحاس والقصدير. انتهت فترة ما يسمى بـ "شندرلينغ" مع التخلص التدريجي من عملة بفنغ 5-لوت في عام 1460. لقد أدى البفنغ الأسود إلى تقويض الثقة في العملة الفضية النمساوية لفترة طويلة.  
من أجل التقديم الناجح لعملة الجروشن الفضية، التي حلت محل عملة بفنغ الإقليمية، كان لا بد من توافر ما يكفي من العملات المعدنية ذات القيمة الأقل. على سبيل المثال، كان لدى الدوقات الساكسونيين الأثرياء بالفضة عملات معدنية مجوفة من نوع بفنغ وهلر مجوفة سُكَّت في غوتا ولانغينسالزا وفقًا لقوانين سك العملات النقدية المحددة. ومع ذلك، فإن الانخفاض المستمر في محتوى الفضة في الجروشن كان يعني ضرورة إصدار قوانين جديدة لتقليل محتوى الفضة في العملات المعدنية التي كانت المدن تسكها بنفسها في بعض الأحيان.
عملة Schüsselpfennig ‏ ("بفنغ الوعاء") التي سُكَّت من عام 1374 إلى القرن الثامن عشر هي عملة بفنغ مقعرة، مختومة على جانب واحد فقط، وسُكَّت من عام 1374 فصاعدًا، وسُمِّيَت بهذا الاسم بسبب تقنية سكها. أُنشِئَت عن طريق الختم باستخدام قالب علوي واحد فقط على قرص سك أكبر. ونتيجة لذلك، ضُغِطَ على حافة العملة المعدنية لأعلى على شكل وعاء أو طبق. 
سُكَّ ما يسمى بـ Palatine Weckelers، والتي سميت بهذا الاسم نسبة إلى تصويرها لدرع معيني أو معين شعاري (بالألمانية: Wecke )، في حوالي عام 1390. منذ القرن الخامس عشر، كانت السمة المميزة للبفنغ هي شكله المنحني ودائرة بارزة من الخرز، والتي كانت تحيط بصورة العملة المعدنية. لا توجد دائرة اللؤلؤ في عملات Schüsselpfennigs ‏ اللاحقة التي سُكَّت من القرن السادس عشر إلى القرن الثامن عشر. 

### أمثلة على التسعير من منطقة ساكسون تورينغن
يقدم كروج الأمثلة التالية لما يمكن شراؤه بالبفنغ في مناطق ساكسونيا وتورينجيا : 
| 1324              | دجاجة: 2 بفنغ                                 |
| بطن الحمل: 8 بفنغ |                                               |
| 1382              | شوك (وحدة وزن ألمانية) (60) من البيض: 10 بفنغ |
|                   | 8 أذرع من قماش الكتان: 54 بفنغ                |
|                   | حوض ( هافن ) من الزبدة : 40 بفنغ              |
|                   | قطعة من الزبدة الطازجة: 3 بفنغ                |
| 1395              | ستة دجاجات: 48 بفنغ                           |

كانت العملات المعدنية المعنية في العادة عبارة عن عملات معدنية من دار سك العملة في فرايبرغ.

### الفترة الحديثة

#### القرنين السابع عشر والثامن عشر
بحلول أواخر القرن السابع عشر، فقدت عملات البفنغ معظم قيمتها. إن آخر عملات بنفنغ تحتوي على آثار من الفضة هي عملات نادرة سُكَّت في عام 1805. وفي الواقع، بحلول نهاية القرن السابع عشر، خُفِّضَت قيمة البفنغ إلى عملة نحاسية خالصة. في القرن الثامن عشر، قامت بعض دور السك الألمانية بسك عملات من النحاس وسبائك البفنغ النقدية في نفس الوقت تقريبًا. ومع ذلك، ابتداءً من منتصف القرن الثامن عشر، بدأت نسبة العملات المعدنية التي تبلغ قيمتها مليار دولار مقارنة بعملات بفنغ النحاسية الخالصة في الانخفاض، وهو ما انعكس أيضًا على العملات المعدنية التي تتراوح قيمتها بين 2 إلى 4 بفنغ. سُكَّت آخر العملات الفضية التي تحتوي على 1 بفنغ والتي تحمل تسمية " بفنيغ " في ألمانيا في دوقية ساكس كوبورغ سالفيلد من عام 1808 إلى عام 1811 وخُتِمَت بتاريخ 1808 وهي نادرة.  حتى العملات النحاسية لم تكن كلها بنفس القيمة. لذلك أطلقت بريمن على عملات البفنغ خاصتها اسم sware penninge ("بفنغ ثقيلة")  والذي ساد له اسم Schwaren.

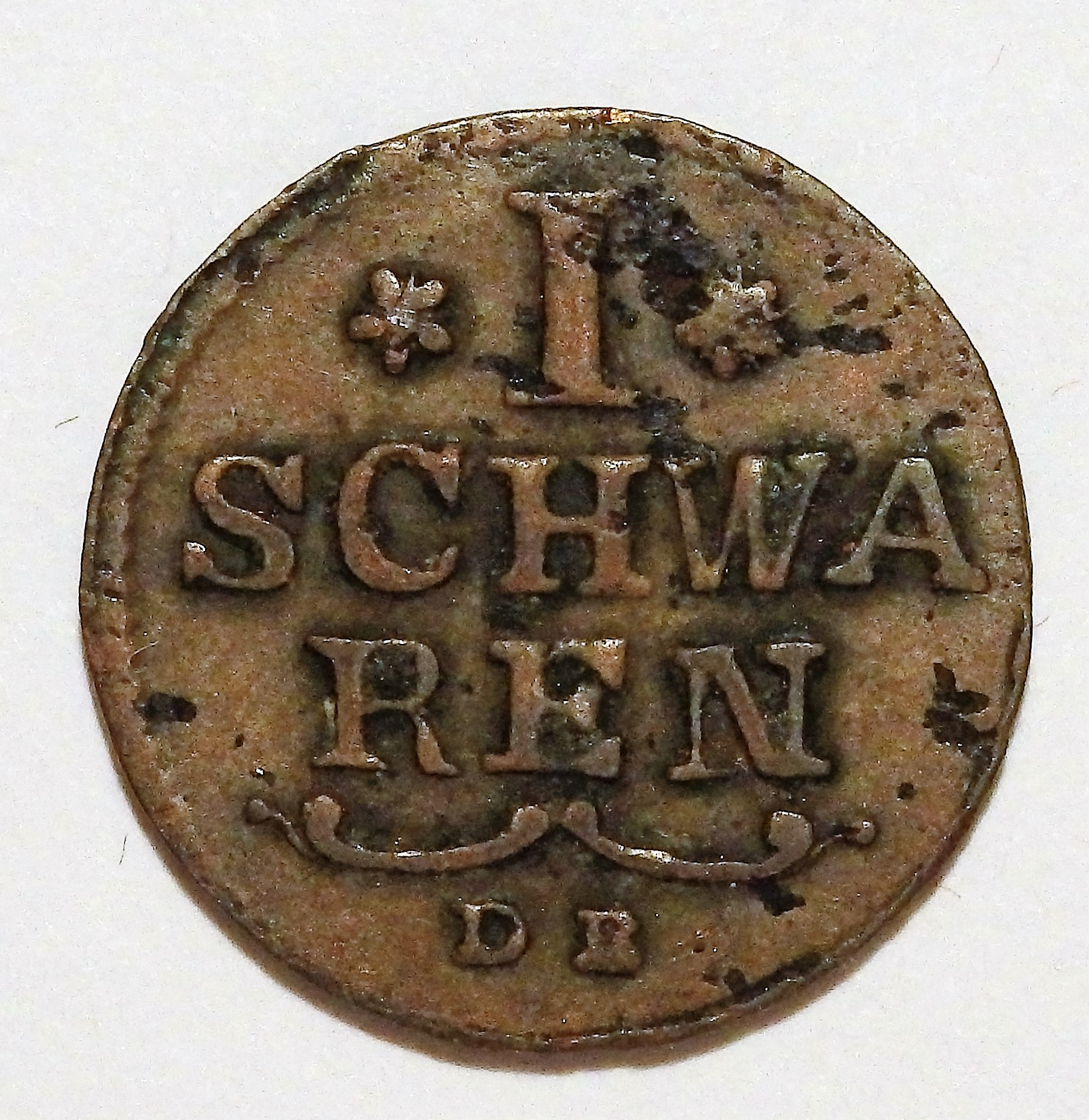
بريمن شوارين، 1797، الوجه الأمامي
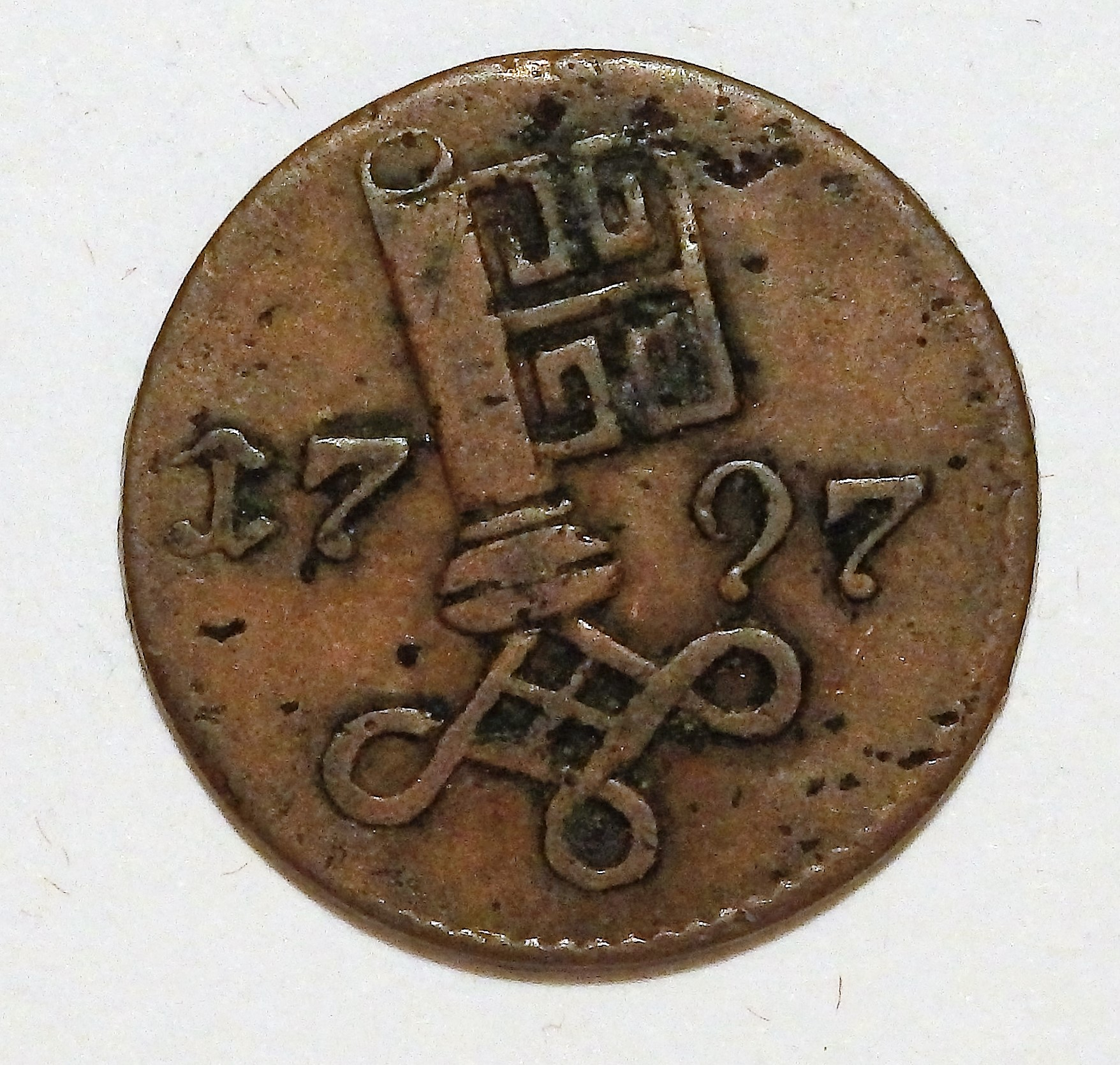
شوارين، 1797، الوجه الخلفي

بعض العملات المعدنية الشهيرة المصنوعة من النحاس هي هالر أو هالر بفنغ من شفايبيش هال، والتي سميت بعد عدة قرون هلر، والتي سُكَّت في جميع أنحاء البلاد.

#### القرنين التاسع عشر والعشرين
حتى عام 1821، كانت هناك أنظمة عملات صغيرة مختلفة مستخدمة في المقاطعات البروسية. فقط في مقاطعتي براندنبورغ ووستفاليا كان البفنغأصغر عملة من حيث القيمة. مع إصلاح العملات الصغيرة في بروسيا عام 1821، أُدخِل نظام موحد للعملات الصغيرة لجميع المقاطعات البروسية. وللتمييز بينها وبين الفلسات التي كانت قبل الإصلاح، أُطلق على الفئة الجديدة اسم "بفنغ". لم يعد التالر يعادل 288 بفنغ، بل أصبح يعادل 360 بفنغ. وقد انعكس هذا النسبة الجديدة أيضًا على الجانب الذي يحمل شعار النبالة: "360 EINEN THALER". ولا تزال بعض الدول، مثل ساكس-فايمار-آيزناخ، تسك عملات بقيمة 1½ فلس حتى القرن التاسع عشر.
في الولايات الألمانية الجنوبية (بادن، وفورتمبيرغ، وبافاريا بما في ذلك بالاتينات، وساكسونيا وغيرها من الولايات الأصغر)، حُدِّدَت قيمة البفنغ عند 1/240 من الغويلدن (Gulden) بموجب قانون العملة لعام 1506 والذي ظل ساري المفعول حتى عام 1871. (1 غويلدن= 60 كروزر ، 1 كروزر = 4 بفننغ، 1 بفننغ = 2 هيلر ). كان نصف بفنغ ( هيلر ) العملة الوحيدة في فترة الغويلدن التي ظلت صالحة رسميًا بعد إدخال العملة الإمبراطورية.
في بعض الولايات الألمانية الجنوبية، كان مصطلح هيلر مرادفًا لـ بفنغ (على سبيل المثال في مدينة فرانكفورت وفي دوقية ناسو). في بافاريا، كان سعر الهيلر نصف بنس.

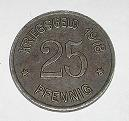
الإمبراطورية الألمانية: عملة حديدية بقيمة 25 بفنغ عام 1918. الكلمة الموجودة في الأعلى تعني "أموال الحرب".

كانت عملة المارك الذهبية، التي قُدِّمَت بموجب قانون العملات الألماني ‏ لعام 1871، عملة الإمبراطورية الألمانية التي تأسست حديثًا، وكانت مقسمة إلى = 100 بفنغ. اُحتُفِظَ بهذا التقسيم في جميع العملات الألمانية (بما في ذلك الرنتن مارك و الرايخ مارك) حتى عام 2001.
كانت العملات الألمانية الغربية الأخيرة من فئة واحد وإثنان بفنغ مصنوعة من الفولاذ مع طلاء من النحاس. كانت العملات المعدنية من فئة الخمسة بفنغ والعشرة بفنغ مصنوعة من الفولاذ مع طلاء من النحاس. وقد أطلق على الأخير اسم جروشن، في حين أن العملة المعدنية التي تبلغ قيمتها خمسة بفنغ، أي نصف جروشن، كانت تُعرف أيضًا إقليميًا (شرق نهر إلبه) باسم Sechser، مشتق من القسمة الاثني عشرية السابقة للجروشن. طُبِعت قيمة كل من العملات المعدنية الأربع على الوجه الأمامي وشجرة بلوط على الوجه الخلفي.
كانت عملات المارك الألماني مصنوعة من الألومنيوم، باستثناء عملة العشرين بفنغ، والتي كانت مصنوعة من سبيكة الألومنيوم والنحاس.

## البفنغ منذ اليورو
بعد تقديم اليورو، أصبح بعض الألمان، وخاصة كبار السن، يميلون إلى استخدام مصطلح بفنغ بدلاً من سنت (cent) للعملات المعدنية ذات اللون النحاسي (ومصطلح جروشن للعملة المعدنية بقيمة 10 سنتات).[بحاجة لمصدر]

## يونيكود
يُعَرَّف رمز دمج الفلس (pfennig ligature) وترميزه في معيار الترميز الموحد كما يلي:
معيار ترميز المحارف الدولي يونيكود
| محرف | الموضع في يونيكود | العنوان في يونيكود                        | HTML بالصيغة السداسية العشرية | HTML بالصيغة العشرية |
| ---- | ----------------- | ----------------------------------------- | ----------------------------- | -------------------- |
| ₰    | U+20B0            | علامة البنس الألمانية (German penny sign) | & #x20B0;                     | & #8368;             |